# 에단 콘
이선 콘(Ethan Cohn, 1979년 4월 18일 ~ )은 미국의 배우, 텔레비전 배우, 영화배우이다.
뉴욕에서 태어났다.

## 영화
- 어 버더스 가이드 투 에브리씽 (2013년) - 제프 역
- 랭귀지 오브 어 브로큰 하트 (2011년) - 쿠비 역
- 아틀라스 슈러그드: 파트 1 (2011년) - 오웬 켈로그 역
- 루버 (2010년) - 필름 버프 에단 역
- 스트레인즈 파워스 (2010년)
- 엑스페리먼트 (2010년)
- 이상한 나라의 앨리스 (2010년)
- 온 더 돌 (2007년)
- 진 제너레이션 (2006년)
- 아트 스쿨 컨피덴셜 (2006년)
- 레이디 인 더 워터 (2006년) - 안경 흡연자 역
- 크라이 울프 (2005년)
- 길모어 걸스 (2000년)